# Хайдаров, Ремир Амирович
Ремир Амирович Хайдаров (29 декабря 1977, Казань — 29 июня 2012) — российский и немецкий хоккеист, защитник. Мастер спорта России.

## Биография
Воспитанник казанского хоккея. С сезона 1993/94 стал играть в открытом чемпионате России за «Ак Барс» — фарм-клуб казанской команды МХЛ «Итиль». В следующем сезоне дебютировал за «Итиль», проведя один матч в МХЛ. Выступал за команды «Ак Барс» (1995/96 — 1996/97, 1999/2000, 2001/02), Нефтяник (Альметьевск) (1997/98, 2005/06 — 2006/07), «Нефтехимик» Нижнекамск (1998/99, 2004/05), «Нефтяник» Лениногорск (1999), «Молот-Прикамье» Пермь (2002/03 — 2003/04, 2004/05), «Химик» Воскресенск (2003/04), «Барыс» Астана (Казахстан, 2007/08), «Мечел» Челябинск (2008/09), «Газовик» / «Рубин» Тюмень (2009—2012).
Участник хоккейного турнира зимней Универсиады 1997. Сыграл 4 матча за юниорскую сборную России. Обладатель Стального кубка 2010.
29 июня 2012 года, пытаясь спасти 15-летнего сына и его друга, погиб вместе с ними при пожаре в дачном доме.
В Тюмени проводятся матчи памяти Хайдарова.